# Élections européennes de 2019 en Estonie
Les élections européennes de 2019 en Estonie sont les élections des députés de la neuvième législature du Parlement européen, qui se déroulent du 23 mai au 26 mai 2019 dans tous les États membres de l'Union européenne, dont l'Estonie où elles ont lieu le 26 mai 2019.
Le 7e élu (Isamaa) ne siège qu'après l'entrée en vigueur du Brexit, à compter du 1er février 2020, car l'Estonie bénéficie d'un siège supplémentaire, à la suite de la redistribution partielle des sièges du Royaume-Uni.

## Mode de scrutin
Lors de ces élections peuvent voter les citoyens de l'Union européenne âgés de 18 ans ou plus au jour du scrutin et dont l'adresse est inscrite dans le registre de la population. Les personnes ayant été privées de leur capacité juridique ou purgeant une peine dans un établissement pénitentiaire, ne peuvent pas voter. L'âge minimum pour l'éligibilité en Estonie est de 21 ans.
Les députés estoniens sont élus selon le principe de la représentation proportionnelle, dans une circonscription unique à l'échelle du pays. Il n'existe par ailleurs aucun seuil électoral. Les sièges sont répartis selon la méthode d'Hondt.

## Contexte
Au niveau européen, le scrutin intervient dans un contexte inédit. La mandature 2014-2019 a en effet vu intervenir plusieurs événements susceptibles d'influer durablement sur la situation politique européenne, comme le référendum sur l'appartenance du Royaume-Uni à l'Union européenne en 2016, l'arrivée ou la reconduction au pouvoir dans plusieurs pays de gouvernements eurosceptiques et populistes (en Hongrie en 2014, en Pologne en 2015, en Autriche en 2017 et en Italie en 2018) et l'adoption de l'Accord de Paris sur le climat en 2015. Les élections interviennent alors que la Commission européenne est présidée depuis 15 ans par le Parti populaire européen (PPE) ; la Commission sortante, présidée par Jean-Claude Juncker, rassemble des membres du PPE, de l'Alliance des libéraux et des démocrates pour l'Europe et du Parti socialiste européen.
En Estonie, les élections européennes ont lieu moins de trois mois après les élections législatives du 2 mars 2019.

## Campagne

### Partis et candidats
| Parti | Parti                                         | Positionnement et idéologie                                                                       | Groupe européen | Députés sortants | Députés sortants |
| Parti | Parti                                         | Positionnement et idéologie                                                                       | Groupe européen | Nombre           | Groupe politique |
| ----- | --------------------------------------------- | ------------------------------------------------------------------------------------------------- | --------------- | ---------------- | ---------------- |
|       | Parti de la réforme d'Estonie (ER)            | Centre droit Libéralisme économique, libéralisme classique                                        | ALDE            | 2 / 6            | ADLE             |
|       | Parti du centre d'Estonie (Kesk)              | Centre à centre gauche Social-libéralisme, défense de la minorité russe                           | ALDE            | 1 / 6            | ADLE             |
|       | Isamaa (I)                                    | Centre droit Conservatisme, démocratie chrétienne, national-conservatisme                         | PPE             | 1 / 6            | PPE              |
|       | Parti social-démocrate (SDE)                  | Centre gauche Social-démocratie, troisième voie                                                   | PSE             | 2 / 6            | S&D et Verts-ALE |
|       | Parti populaire conservateur d'Estonie (EKRE) | Droite à extrême droite Nationalisme, national-conservatisme, euroscepticisme, démocratie directe |                 | 0 / 6            |                  |
|       | Estonie 200 (E200)                            | Centre Social-libéralisme, libéralisme économique, technocratie                                   |                 | 0 / 6            |                  |
|       | Parti vert estonien (EER)                     | Centre gauche Écologie politique                                                                  | PVE             | 0 / 6            |                  |
|       | Parti libre d'Estonie (EVA)                   | Centre droit National-conservatisme, Libéral-conservatisme                                        |                 | 0 / 6            |                  |

Le député sortant Indrek Tarand, élu indépendant en 2009 et 2014 et qui siégeait au sein du groupe Verts-ALE a annoncé qu'il serait candidat du SDE aux élections législatives de mars 2019.

### Sondages
| Institut          | Date          | SDE    | EER   | Kesk   | E200  | ER     | I      | EKRE   | Ind.   | Autres |
| ----------------- | ------------- | ------ | ----- | ------ | ----- | ------ | ------ | ------ | ------ | ------ |
| Institut          | Date          |        |       |        |       |        |        |        |        |        |
| Kantar Emor       | 23 mai 2019   | 20,6 % | 2,7 % | 16,8 % | 5,0 % | 22,8 % | 9,4 %  | 11,8 % | 8,7 %  | 2,2 %  |
| Norstat           | 22 mai 2019   | 21,9 % | 2,7 % | 19,5 % | 4,1 % | 21,2 % | 9,0 %  | 11,9 % | 6,4 %  | 3,3 %  |
| Turu-uuringute AS | 15 mai 2019   | 23,0 % | 3,0 % | 19,0 % | 6,0 % | 20,0 % | 9,0 %  | 11,0 % | 6,4 %  | 2,6 %  |
| Norstat           | 15 mai 2019   | 22,5 % | 3,0 % | 19,2 % | 4,0 % | 21,3 % | 8,9 %  | 12,3 % | 5,7 %  | 3,1 %  |
| Kantar Emor       | 9 mai 2019    | 18,2 % | 1,3 % | 17,8 % | 7,0 % | 27,5 % | 8,2 %  | 11,3 % | 6,9 %  | 1,8 %  |
| Norstat           | 9 mai 2019    | 24,7 % | 2,7 % | 18,3 % | 4,0 % | 21,3 % | 7,8 %  | 12,8 % | --     | 8,4 %  |
| Norstat           | 2 mai 2019    | 21,3 % | 3,3 % | 18,9 % | 3,9 % | 22,6 % | 10,0 % | 11,2 % | --     | 8,8 %  |
| Norstat           | 25 avril 2019 | 19,8 % | 2,9 % | 21,3 % | 3,8 % | 21,1 % | 9,1 %  | 12,3 % | --     | 9,3 %  |
| Norstat           | 17 avril 2019 | 16,9 % | 2,8 % | 20,3 % | 4,5 % | 22,3 % | 10,7 % | 13,6 % | 4,0 %  | 4,9 %  |
| Kantar Emor       | 15 avril 2019 | 15,5 % | 2,8 % | 18,0 % | 4,3 % | 22,9 % | 9,4 %  | 11,1 % | 10,1 % | 4,9 %  |
| Turu-uuringute AS | 22 mars 2019  | 8 %    | --    | 22 %   | 4 %   | 30 %   | 11 %   | 18 %   | --     | 7 %    |
| Élections de 2014 | 25 mai 2014   | 13,6 % | 0,3 % | 22,4 % | /     | 24,3 % | 13,9 % | 4,0 %  | 18,8 % | 18,8 % |

## Résultats
| Parti ou coalition        | Parti ou coalition                      | Voix    | %     | +/-   | Sièges | +/-           | Groupe |
| ------------------------- | --------------------------------------- | ------- | ----- | ----- | ------ | ------------- | ------ |
|                           | Parti de la réforme d'Estonie (ER)      | 87 160  | 26,24 | 1,9   | 2      | en stagnation | RE     |
|                           | Parti social-démocrate (SDE)            | 77 375  | 23,29 | 9,7   | 2      | 1             | S&D    |
|                           | Parti du centre d'Estonie (Kesk)        | 47 799  | 14,39 | 8     | 1      | en stagnation | RE     |
|                           | Parti populaire conservateur (EKRE)     | 42 265  | 12,72 | 8,7   | 1      | 1             | ID     |
|                           | Isamaa (I)                              | 34 188  | 10,29 | 3,6   | 1      | en stagnation | PPE    |
|                           | Estonie 200 (E200)                      | 10 700  | 3,22  | Nv.   | 0      | Nv.           |        |
|                           | Parti vert (EER)                        | 5 824   | 1,75  | 1,5   | 0      | en stagnation |        |
|                           | Parti de la biodiversité (en) (EE)      | 2 951   | 0,88  | Nv.   | 0      | Nv.           |        |
|                           | Parti de la gauche unie d'Estonie (EUV) | 221     | 0,06  | 0,01  | 0      | en stagnation |        |
|                           | Indépendants                            | 23 621  | 7,11  | 13,03 | 0      | 1             |        |
|                           |                                         |         |       |       |        |               |        |
| Suffrages exprimés        | Suffrages exprimés                      | 332 104 | 99,8  |       |        |               |        |
| Votes blancs et invalides | Votes blancs et invalides               | 755     | 0,2   |       |        |               |        |
| Total                     | Total                                   | 332 859 | 100   | –     | 7      | 1             | –      |
| Abstentions               | Abstentions                             | 552 558 | 62,4  |       |        |               |        |
| Inscrits / participation  | Inscrits / participation                | 885 417 | 37,6  |       |        |               |        |